# Kia Cerato
La Kia Cerato è un'autovettura prodotta dalla casa automobilistica sudcoreana Kia Motors a partire dal 2003 sino al 2009, conosciuta come Kia Spectra negli Stati Uniti d'America e disponibile in versione berlina a 2 volumi o a 3 volumi.
Condivideva parte della componentistica con la Hyundai Elantra.
Nella maggior parte dei mercati il nome "Cerato" è stato dismesso dal 2009 in favore della nuova denominazione di Kia Forte, è restato però in uso, tra gli altri, in Sudafrica, Australia e Brasile.

## Motorizzazioni
| Modello  | Disponibilità       | Motore  | Cilindrata (cm³) | Potenza        | Coppia Massima (Nm) | Emissioni CO2 (g/Km) | 0–100 km/h (secondi) | Velocità max (Km/h) | Consumo medio (Km/l) |
| 16V      | dal debutto al 2009 | Benzina | 1599             | 77 Kw (105 Cv) | 143                 | 167                  | 11                   | 186                 | 13.6                 |
| 16V CRDi | dal debutto al 2009 | Diesel  | 1493             | 75 Kw (102 Cv) | 235                 | 129                  | 12.5                 | 175                 | 20                   |